# LCN10
LCN10 (англ. Lipocalin 10) – білок, який кодується однойменним геном, розташованим у людей на 9-й хромосомі. Довжина поліпептидного ланцюга білка становить 187 амінокислот, а молекулярна маса — 20 759.
| 10         |  | 20         |  | 30         |  | 40         |  | 50         |
| ---------- |  | ---------- |  | ---------- |  | ---------- |  | ---------- |
| MRQGLLVLAL |  | VLVLVLVLAA |  | GSQVQEWYPR |  | ESHALNWNKF |  | SGFWYILATA |
| TDAQGFLPAR |  | DKRKLGASVV |  | KVNKVGQLRV |  | LLAFRRGQGC |  | GRAQPRHPGT |
| SGHLWASLSV |  | KGVKAFHVLS |  | TDYSYGLVYL |  | RLGRATQNYK |  | NLLLFHRQNV |
| SSFQSLKEFM |  | DACDILGLSK |  | AAVILPKDAS |  | RTHTILP    |  |            |

A: Аланін

C: Цистеїн

D: Аспарагінова кислота

E: Глутамінова кислота

F: Фенілаланін

G: Гліцин

H: Гістидин

I: Ізолейцин

K: Лізин

L: Лейцин

M: Метіонін

N: Аспарагін

P: Пролін

Q: Глутамін

R: Аргінін

S: Серин

T: Треонін

V: Валін

W: Триптофан

Задіяний у таких біологічних процесах, як транспорт, ацетилювання, альтернативний сплайсинг. 
Секретований назовні.